# Belgian International 1976
Die Belgian International 1974 im Badminton fanden vom 28. bis zum 29. Februar 1976 in Brüssel statt.

## Titelträger
| Disziplin    | Sieger                              |
| ------------ | ----------------------------------- |
| Herreneinzel | Rob Ridder                          |
| Dameneinzel  | Gussie Botes                        |
| Herrendoppel | John Abrahams Gordon McMillan       |
| Damendoppel  | Marjan Luesken Gaylene Thatcher     |
| Mixed        | Alan Phillips Marianne van der Walt |

## Finalresultate
| Disziplin    | Sieger                              | Finalist                           | Ergebnis     |
| ------------ | ----------------------------------- | ---------------------------------- | ------------ |
| Herreneinzel | Rob Ridder                          | William Kerr                       | 17–14, 15–12 |
| Dameneinzel  | Gussie Botes                        | Marjan Luesken                     | 11–9, 11–7   |
| Herrendoppel | John Abrahams Gordon McMillan       | William Kerr Alan Phillips         | 15–2, 15–8   |
| Damendoppel  | Marjan Luesken Gaylene Thatcher     | Gussie Botes Marianne van der Walt | 18–14, 15–10 |
| Mixed        | Alan Phillips Marianne van der Walt | Rob Ridder Marjan Luesken          | 18–13, 15–12 |